# Dalia Ferreira
Dalia Ferreira (Caracas, 10 de octubre de 1966) artista plástica, fotógrafa y periodista venezolana, conocida por sus intervenciones digitales que abordan la temática urbana en forma crítica y con toques de humor e ironía.

## Infancia y estudios
Su padre fue profesor de matemáticas y columnista en los diarios venezolanos de mayor circulación, en los que publicó numerosos artículos críticos sobre el sistema educativo en Venezuela. Su madre interrumpió sus estudios en medicina para dedicarse a criar a su hermano Edgar y a Dalia, que vendría en camino cuatro años más tarde. 
En los años ochenta descubrió la fotografía durante largas tertulias con su amigo Tony Vicentelli, a cuyo estudio acudía con gran frecuencia para observarle trabajar o posar para él. Su interés por el arte se manifestó desde muy temprana edad, estudiando en períodos vacacionales en escuelas juveniles en su ciudad natal y explorando su lado musical como alumna de teoría y solfeo y órgano eléctrico. 
Su impresionante facilidad para la música la llevó a aburrirse rápidamente del instrumento que le habían asignado sus padres para iniciarse en ese mundo, como lo fue un órgano eléctrico que le obsequiaron como regalo de 15 años, por parecerle un instrumento musical poco digno, pues pensaba que el virtuosismo no dependía del ejecutante, sino del precio del órgano. Se puso de acuerdo con su hermano Edgar y lo vendieron para poder adquirir su primera cámara de fotografía, una Cannon EOS, con la cual cultivó  profusamente la fotografía en blanco y negro, armando su laboratorio de revelado casero, en el cual pasaba días y noches sin salir siquiera. 
Entre 1983 y 1988 cursó sus estudios de Periodismo en la Universidad Católica Andrés Bello, mientras incursionaba en el mercado laboral como pasante de un canal de televisión Venevisión, siendo merecedora e inspiración del primer reconocimiento a pasantes periodísticos que otorgaría en adelante el departamento de noticias de esa estación. Paralelamente incursionó en el mundo del cine Súper 8, dirigiendo dos cortometrajes que ganaron varios premios nacionales a jóvenes realizadores cinematográficos, llamados REM 999 y En el Aire.
Durante la década del 90, recorre los medios del país para acumular la mayor experiencia posible. Trabajó como fotógrafa y periodista de El Diario de Caracas, siendo exitosas sus secciones El Juglar de la Ciudad y La Publihistorieta, donde comenzó a experimentar con montajes, fotografías e ilustraciones mientras se burlaba de la publicidad. 
Desempeñó cargos en la radio venezolana, trabajando como gerente de circuitos de broadcast deportivo en Radio Caracas Radio, locutora de espacios culturales y de entretenimiento y gerente de contenidos musicales en 92.9 FM, fueron sus actividades paralelas a su desarrollo como artista visual.
Es Cofundadora de la Escuela de Radio y Circuito de Radio Virtual Estación Inalámbrica, una boutique creativa (Vago Gamer) y es voz comercial de varias marcas de consumo masivo en Venezuela.

## Carrera y estilo
Desde sus primeros encargos como fotógrafa específicamente como foto-fija de espacios dramáticos en Radio Caracas Televisión, extinto canal de televisión venezolana, Ferreira comenzó a experimentar con collage y alteración de las imágenes. Su primera obra expuesta públicamente, en la Galería Nacional de Arte de la Universidad Central de Venezuela, fue merecedora de galardón especial. Homero en la Carraca, Matt Groenning featuring Michelena, planteó un símbolo dentro de la cultura de masas, como lo es Homero Simpson, dentro de la obra del pintor venezolano Arturo Michelena, llamada “Miranda en la Carraca”, acostado sobre el catre donde normalmente se encuentra el prócer de la Independencia Miranda tomando su lugar en la obra.
Publica numerosos trabajos fotográficos como fotoperiodista de El Diario de Caracas entre 1989 y 1990 y se destaca como y creativa en televisión, prensa, publicidad, instituciones culturales, revistas y radio. Creó el departamento de comunicaciones del Centro Cultural Chacao en Caracas, conformado por un equipo humano y por una plataforma digital: Radio y Tv online que difunden toda la agenda de esta institución. Actualmente forma parte de la dirección de la agencia de medios digitales Estación Inalámbrica. 
Ferreira estudió fotografía en las escuelas de Ana María Yánez, Nelson Garrido y Rodrigo Benavidez, las cuales sentaron las bases técnicas del trabajo fotográfico, pero su estilo intervenido lo aprendió de manera autodidacta pasando días y noches enteras entrenándose en programas de diseño digital. En el 2012 viaja a New York en donde estuvo durante seis meses estudiando dibujo y técnica mixta en The Art Student League.

## Técnica
Desde año 2000 la tendencia del trabajo de Ferreira se encauzó hacia una búsqueda de imágenes estrictamente urbanas. Ha registrado su ciudad natal, la capital venezolana, desde todos los ángulos posibles, lo que le ha servido para hacer una biblioteca de imágenes, donde se registra el cambio del paisaje arquitectónico de Caracas a lo largo de las últimas décadas. Estos registros, que parten del hecho fotográfico, son los elementos que conforman el caleidoscopio compositivo en sus obras. 
Las imágenes recopiladas por Ferreira son luego llevadas a todo tipo de programas de diseño digital, para crear universos personales una y otra vez en cada una de sus series, respetando desde luego los principios y elementos básicos de la composición. Su técnica consiste en fotografía digital intervenida. Picografías digitales representadas en un collage digital de fotografías urbanas. Inclina su trabajo hacia el arte digitalizado, que deja de lado el uso del lienzo tradicional sobre grandes caballetes y los pinceles para ser sustituidos por hardware (mouse, teclado y monitor) que sirve como órgano de extensión para la creación de cada serie conceptualizada.
Ha explorado otros campos de difusión para sus propuestas como el video arte y ha logrado unir el trabajo gráfico de caricaturistas con la intervención digital al agregar color, líneas y la superposición de diversos elementos. La obra de Ferreira es un intento por reiventar la realidad y volverla a presentar como ficción, sin haber clara distinción entre lo que es verdadero y lo que está manipulado a través de técnicas informáticas. En este sentido, la artista ha rescatado una y otra vez la noción de que la característica de la actividad creadora es la manipulación. A partir de esa manipulación, ha intentado abarcar la ciudad, que bajo su manera de ver “está condenada por la ecología, la sociología, la psicología y la economía”, como un desafío que, de metros cuadrados, pasa a píxeles e histogramas en sus ordenadores.

## Premios y reconocimientos
- 2005: Premio Exhibición Asociación Venezolana de la Comunidad Fotográfica (AVECOFA)
- 2005: Reconocimiento Especial el Salón Nacional de la Fotografía. Universidad Central de Venezuela. Obra: Homero en Carraca / Matt Groenning featuring Michelena
- 2006: Tercer Premio Concurso Nacional de Fotografía de General Mills de Venezuela con el tema Diablitos en la Mesa del Venezolano. Obra:  Engranaje Endiablado.
- 2014, octubre, Beca-Residencia Artística Museo de Arte Contemporáneo Costa da Morte, La Coruña, Galicia, otorgada por la Fundación Torre-Pujales,Galería Ra del Rey, Madrid